# Harlem (Duke Ellington)
Harlem è una composizione di jazz sinfonico del compositore statunitense Duke Ellington.

## Descrizione
Originariamente commissionata da Arturo Toscanini nel 1950 come parte di una più ampia suite orchestrale ispirata alla città di New York, Toscanini non la diresse mai. Ellington stesso la incise per la prima volta il 7 dicembre 1951 (con il titolo A Tone Parallel to Harlem (Harlem Suite) per il suo album Ellington Uptown), e fu presentata in anteprima dal vivo il 21 gennaio 1951 in un concerto di beneficenza per la NAACP alla Metropolitan Opera House. Il pezzo fu eseguito da un'orchestra sinfonica per la prima volta nel 1955 alla Carnegie Hall da Don Gillis & The Symphony of the Air.
La composizione dura circa quattordici minuti ed esiste ed esiste nella versione per grande orchestra jazz di Ellington così come in una versione sinfonica completa orchestrata da Luther Henderson. Entrambe le versioni iniziano con un caratteristico assolo di tromba che intona la parola "Harlem".
Ellington re-incise la suite a Parigi nel 1963 (per l'album The Symphonic Ellington), con un'orchestra di musicisti europei. Nelle note interne dell'album, Ellington fornì un dettagliato programma descrittivo in 20 parti della musica. Da allora il pezzo è stato registrato da numerosi ensemble e direttori tra cui Maurice Peress (in una sua propria orchestrazione) con l'American Composers Orchestra, Neeme Järvi con la Detroit Symphony Orchestra, Simon Rattle con la City of Birmingham Symphony Orchestra, e John Mauceri con la Hollywood Bowl Orchestra. Mauceri ha anche prodotto una nuova edizione  completa della partitura sinfonica. Nel 2012 Harlem è stata registrata da JoAnn Falletta con la Buffalo Philharmonic Orchestra nella versione con l'orchestrazione di Peress.